# Kalleh Mazandaran VC
Kalleh Mazandaran Volleyball Club  ist ein iranischer Männer-Volleyballverein aus Amol, der seit 2008 in der iranischen Volleyball-Superliga spielte.

## Geschichte
Der Kalleh Mazandaran Volleyball Club wurde 1989 gegründet. Bis 2007 spielte man in der örtlichen Provinzliga, bevor man in die zweite Liga aufstieg. 2009 gelang der Aufstieg in die Superliga. 2011 gewann man erstmals den Iranischen Volleyballpokal. 2012 gewann der Verein seinen ersten Titel in der Liga und erreichte damit auch nach 2012 zum zweiten Mal die Qualifikation für die Volleyball-Klub-Asienmeisterschaft der Männer, die man 2013 ebenfalls erstmals für sich entscheiden konnte, nachdem man im Finale das Al Rayan SC Volleyball Team aus Katar bezwang. Bei der Volleyball-Klub-Weltmeisterschaft der Männer 2013 scheiterte man bereits in der Vorrunde. Im gleichen Jahr gewann die Mannschaft jedoch ihren zweiten Meistertitel in Folge. 2014 wurde der Verein aufgrund von Finanzschwierigkeiten aufgelöst, jedoch nur wenige Monate später wiedergegründet. Ab 2015 spielte die Mannschaft wieder in der höchsten Liga.

## Spielstätte
Der Verein spielt in der Payambar Azam Arena, welche 2.000 Plätze umfasst. 2014 begann man mit dem Bau einer 10.000 Plätze umfassenden Halle, deren Fertigstellung derzeit noch nicht erfolgte.

## Erfolge
- Iranischer Meister: 2012, 2013
- Iranischer Vizemeister: 2014
- Iranischer Pokalsieger: 2011, 2013
- Volleyball-Klub-Asienmeisterschaft der Männer: 2013

## Bekannte ehemalige Spieler
- Rodrigo Quiroga
- Saeid Marouf
- Vlado Petković
- Nico Freriks